# Championnat de Bulgarie de football 1991-1992
Navigation
Saison précédente Saison suivante
La saison 1991-1992 du Championnat de Bulgarie de football était la 68e édition du championnat de première division en Bulgarie. Les seize meilleurs clubs du pays se retrouvent au sein d'une poule unique, la Vissha Professionnal Football League, où ils s'affrontent deux fois, à domicile et à l'extérieur. À la fin de la saison, les deux derniers du classement sont relégués et remplacés par les deux meilleurs clubs de deuxième division.
Le FK CSKA Sofia redevient champion de Bulgarie en terminant en tête du classement final, avec 2 points d'avance sur le PFK Levski Sofia (vainqueur de la Coupe de Bulgarie) et 10 sur un trio composé du Lokomotiv Plovdiv, du Botev Plovdiv et du tenant du titre, l'Etar Veliko Tarnovo. C'est le 27e titre de champion du CSKA.

## Les 16 clubs participants
| - PFK Levski Sofia - FK CSKA Sofia - Etar Veliko Tarnovo - PFC Hebar Pazardzhik - Promu de D2 - PFC Minyor Pernik - PFC Slavia Sofia - Lokomotiv Plovdiv - Lokomotiv Sofia | - Pirin Blagoevgrad - PFC Dobrudzha Dobrich - Promu de D2 - Chernomorets Burgas - Botev Plovdiv - Yantra Gabrovo - FC Lokomotiv Gorna Oryahovitsa - Beroe Stara Zagora - PFC Sliven |

## Compétition

### Classement
Le barème utilisé pour établir le classement est donc le suivant :
- Victoire : 2 points
- Match nul : 1 point
- Défaite : 0 point

| Rang | Équipe                         | Pts | J  | G  | N  | P  | Bp | Bc | Diff |
| ---- | ------------------------------ | --- | -- | -- | -- | -- | -- | -- | ---- |
| 1    | FK CSKA Sofia                  | 47  | 30 | 20 | 7  | 3  | 74 | 26 | +48  |
| 2    | PFK Levski Sofia C             | 45  | 30 | 19 | 7  | 4  | 54 | 18 | +36  |
| 3    | Lokomotiv Plovdiv              | 37  | 30 | 14 | 9  | 7  | 42 | 22 | +20  |
| 4    | Botev Plovdiv                  | 37  | 30 | 13 | 11 | 6  | 46 | 27 | +19  |
| 5    | Etar Veliko Tarnovo T          | 37  | 30 | 12 | 13 | 5  | 35 | 18 | +17  |
| 6    | PFC Sliven                     | 32  | 30 | 12 | 8  | 10 | 37 | 39 | -2   |
| 7    | Beroe Stara Zagora             | 30  | 30 | 10 | 10 | 10 | 32 | 41 | -9   |
| 8    | Lokomotiv Sofia                | 29  | 30 | 10 | 9  | 11 | 38 | 40 | -2   |
| 9    | Yantra Gabrovo                 | 27  | 30 | 8  | 11 | 11 | 24 | 33 | -9   |
| 10   | PFC Slavia Sofia               | 26  | 30 | 8  | 10 | 12 | 33 | 31 | +2   |
| 11   | FC Lokomotiv Gorna Oryahovitsa | 26  | 30 | 9  | 8  | 13 | 23 | 39 | -16  |
| 12   | Chernomorets Burgas            | 25  | 30 | 8  | 9  | 13 | 28 | 43 | -15  |
| 13   | Pirin Blagoevgrad              | 23  | 30 | 7  | 9  | 14 | 22 | 34 | -12  |
| 14   | PFC Dobrudzha Dobrich P        | 23  | 30 | 8  | 7  | 15 | 29 | 48 | -19  |
| 15   | PFC Minyor Pernik              | 19  | 30 | 5  | 9  | 16 | 19 | 51 | -32  |
| 16   | PFC Hebar Pazardzhik P         | 17  | 30 | 3  | 11 | 16 | 17 | 43 | -26  |

|  | Qualification pour la Ligue des champions 1992-1993                                      |
|  | Qualification pour la Coupe des Coupes 1992-1993                                         |
|  | Qualification pour la Coupe UEFA 1992-1993                                               |
|  | Qualification pour la Coupe Intertoto 1992                                               |
|  | Relégation en deuxième division                                                          |
|  | T : Tenant du titre C : Vainqueur de la Coupe de Bulgarie P : Promu de deuxième division |

## Bilan de la saison
| Championnat de Bulgarie de football 1991-1992 |                                |
| Champion                                      | FK CSKA Sofia (27e titre)      |
| Coupes et trophées                            |                                |
| Vainqueur de la Coupe de Bulgarie 1991-1992   | PFK Levski Sofia               |
| Qualifications continentales                  |                                |
| Ligue des champions 1992-1993                 | FK CSKA Sofia                  |
| Coupe des Coupes 1992-1993                    | PFK Levski Sofia               |
| Coupe UEFA 1992-1993                          | Lokomotiv Plovdiv              |
| Coupe UEFA 1992-1993                          | Botev Plovdiv                  |
| Coupe Intertoto 1992                          | Lokomotiv Sofia                |
| Coupe Intertoto 1992                          | FC Lokomotiv Gorna Oryahovitsa |
| Promotions et relégations                     |                                |
| Promus en Vissha PFL                          | FK Haskovo                     |
| Promus en Vissha PFL                          | FK Spartak Varna               |
| Relégués en B PFL                             | PFC Minyor Pernik              |
| Relégués en B PFL                             | PFC Hebar Pazardzhik           |